# Dobry Humor
Dobry Humor – czasopismo humorystyczne założone i redagowane przez satyryka Szczepana Sadurskiego. 
Ukazywał się od września 1991 roku do 2012 roku jako miesięcznik. Publikował dowcipy, rysunki wielu autorów, komiksy i drobne formy humorystyczne. W najlepszym okresie (połowa lat 90.) Dobry Humor przekraczał 200 tys. nakładu. Korzystając z tej popularności, Szczepan Sadurski pod koniec lat 90. stworzył w Internecie portal satyryczny dobryhumor.pl, następnie pismo satyryczne Twój Dobry Humor. Wkrótce powstała też Partia Dobrego Humoru, a także internetowy e-tygodnik Dobry Humor.